# São Domingos de Ana Loura
São Domingos de Ana Loura is een plaats (freguesia) in de Portugese gemeente Estremoz en telt 436 inwoners (2001).